# منطقه آی‌هوی
منطقه آی‌هوی (به چینی: 洮北区) یک منطقه در شهر هئی‌هه، استان هئی‌لونگ‌جیانگ چین است که مناطق شهری مرکز این «شهر در سطح ولایت» را شامل می‌شود.

## خصوصیات
منطقه آی‌هوی ۱۴٬۳۷۲٫۵۴ کیلومترمربع مساحت و ۲۲۳٬۸۳۲ نفر جمعیت دارد و ۱۳۴ متر بالاتر از سطح دریا واقع شده‌است.

## تقسیمات اداری
منطقه آی‌هوی به ۴ ناحیه، ۴ شهرک، ۴ قصبه، و ۳ قصبه قومیتی (یکی برای منچوها، یکی مشترکاً برای منچوها و دائورها، و یکی برای اوروچن‌ها) تابعه تقسیم شده است. ۲۳ «میدان» هم‌سطح قصبه نیز تابع این شهرستان می‌باشد، که شامل مزارع، مناطق جنگل‌داری، و معادن زغال می‌باشد. 
در چین، اصطلاحاتی چون «شهر در سطح ولایت»، منطقه شهری، و غیره شامل اراضی وسیع و متنوعی می‌شوند که مرکزیت آنان را یک شهر مهم تشکیل می‌دهند. این ۴ ناحیه، منطقهٔ شهری اصلی «شهر در سطح ولایت» هئی‌هه و «منطقهٔ آی‌هوی» را شامل می‌شود.
- ناحیه شی‌شینگ (西兴街道، Xīxìng jiēdào)
- ناحیه خینگان (شینگ‌آن) (兴安街道، Xìng'ān jiēdào)
- ناحیه های‌لان (海兰街道، Hǎilán jiēdào)
- ناحیه هوایوان (گلباغ) (花园街道، Huāyuán jiēdào)

- شهرک آی‌هون (瑷珲镇، Àihún zhèn)
- شهرک شانگ‌ماچانگ (上马厂镇، Shàngmǎchǎng zhèn)
- شهرک شی‌گانگ‌زی (西岗子镇، Xīgǎngzǐ zhèn)
- شهرک هان‌داچی (罕达汽镇، Hǎndáqì zhèn)

- قصبه اِرژان (ایستگاه دوم) (二站乡، Èrzhàn xiāng)
- قصبه ژانگ‌دی‌یینگ‌زی (张地营子乡، Zhāngdìyíngzi xiāng)
- قصبه شی‌فنگ‌شان (西峰山乡، Xīfēngshān xiāng)
- قصبه شینگ‌فو (幸福乡، Xìngfú xiāng)

- ‌ قصبه قومیتی اوروچن شین‌شنگ (新生鄂伦春族乡، Xīnshēng èlúnchūnzú xiāng)
- ‌ قصبه قومیتی دائور و منچو کون‌هه
  - (坤河达斡尔族满族乡، Kūnhé dáwò'ěrzú mǎnzú xiāng)
  - (ᡴᡠᠨ ᡥᡝ ᡩᠠᡥᡡᡵ ᡠᡴᠰᡠᡵᠠ ᠮᠠᠨᠵᡠ ᡠᡴᠰᡠᡵᠠ ᡤᠠᡧᠠᠨ، kun he dahūr uksura manju uksura gašan)
- ‌ قصبه قومیتی منچو سی‌جیازی
  - (四嘉子满族乡، Sìjiāzǐ mǎnzú xiāng)
  - (ᡩᡠᡳᠴᡳ ᠵᡳᠶᠠ ᡯᡳ ᠮᠠᠨᠵᡠ ᡠᡴᠰᡠᡵᠠ ᡤᠠᡧᠠᠨ، duici jiya dzi manju uksura gašan)